# Bodza
Bodza (em húngaro: Bogya) é um município da Eslováquia, situado no distrito de Komárno, na região de Nitra. Tem 6,32 km² de área e sua população em 2018 foi estimada em 389 habitantes.

## Demografia
| Ano:        | 1994 | 2004   | 2014   | 2024 |
| ----------- | ---- | ------ | ------ | ---- |
| Broj ljudi: | 341  | 355    | 372    | 372  |
| Razlika:    |      | +4,10% | +4,78% | +0%  |

| Ano:               | 2023 | 2024 |
| ------------------ | ---- | ---- |
| Número de pessoas: | 372  | 372  |
| Diferença:         |      | +0%  |